# Josef Wachter

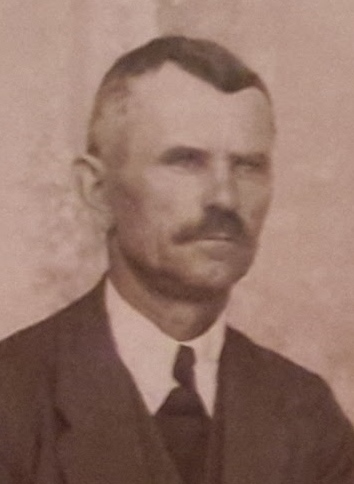
LAbg. Josef Wachter, 1927

Josef Wachter (* 28. Jänner 1877 in Deutsch Schützen; † 8. Jänner 1941 ebenda) war ein österreichischer Landwirt und Politiker (CS). Er war von 1927 bis 1930 Abgeordneter zum Burgenländischen Landtag.

## Leben
Josef Wachter wurde als Sohn des Landwirts Stefan Wachter in Deutsch Schützen geboren. Er besuchte die Volksschule und war in der Folge als Landwirt tätig.
Josef Wachter war verheiratet mit Maria (* 23. Feber 1882 in Deutsch Schützen; † 5. April 1961 ebenda). Der Ehe entstammten neun Kinder.

## Politik

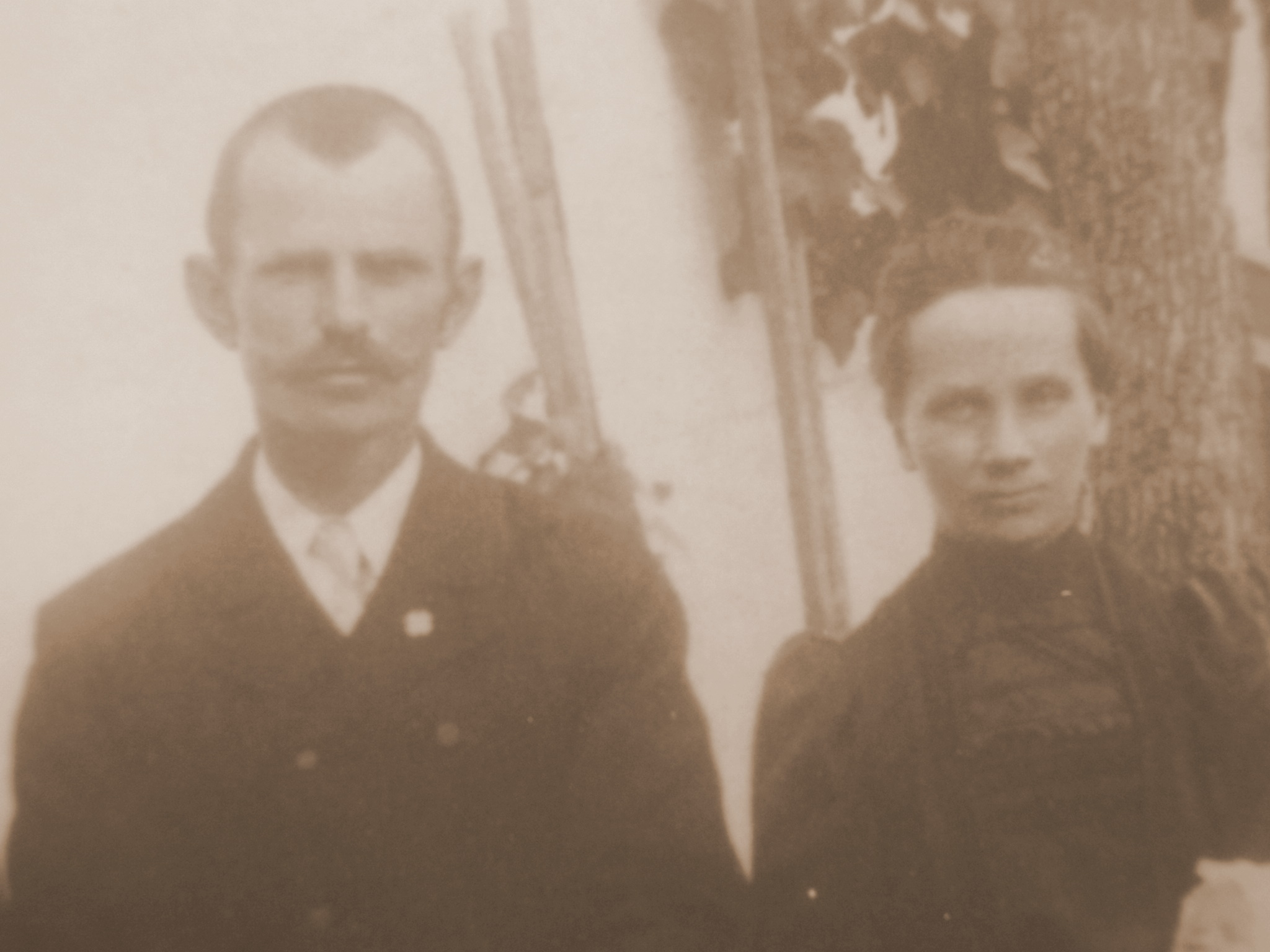
Josef und Maria Wachter

Josef Wachter engagierte sich in der Christlichsozialen Partei und wurde am 20. Mai 1927 als Abgeordneter zum Burgenländischen Landtag angelobt, in dem er die Christlichsoziale Partei bis zu seinem Ausscheiden aus dem Landtag am 5. Dezember 1930 vertrat. Zwei seiner Söhne, Franz Wachter und Felix Wachter, waren ebenfalls Abgeordnete des Burgenländischen Landtages.